# Mathurapati Phulbari

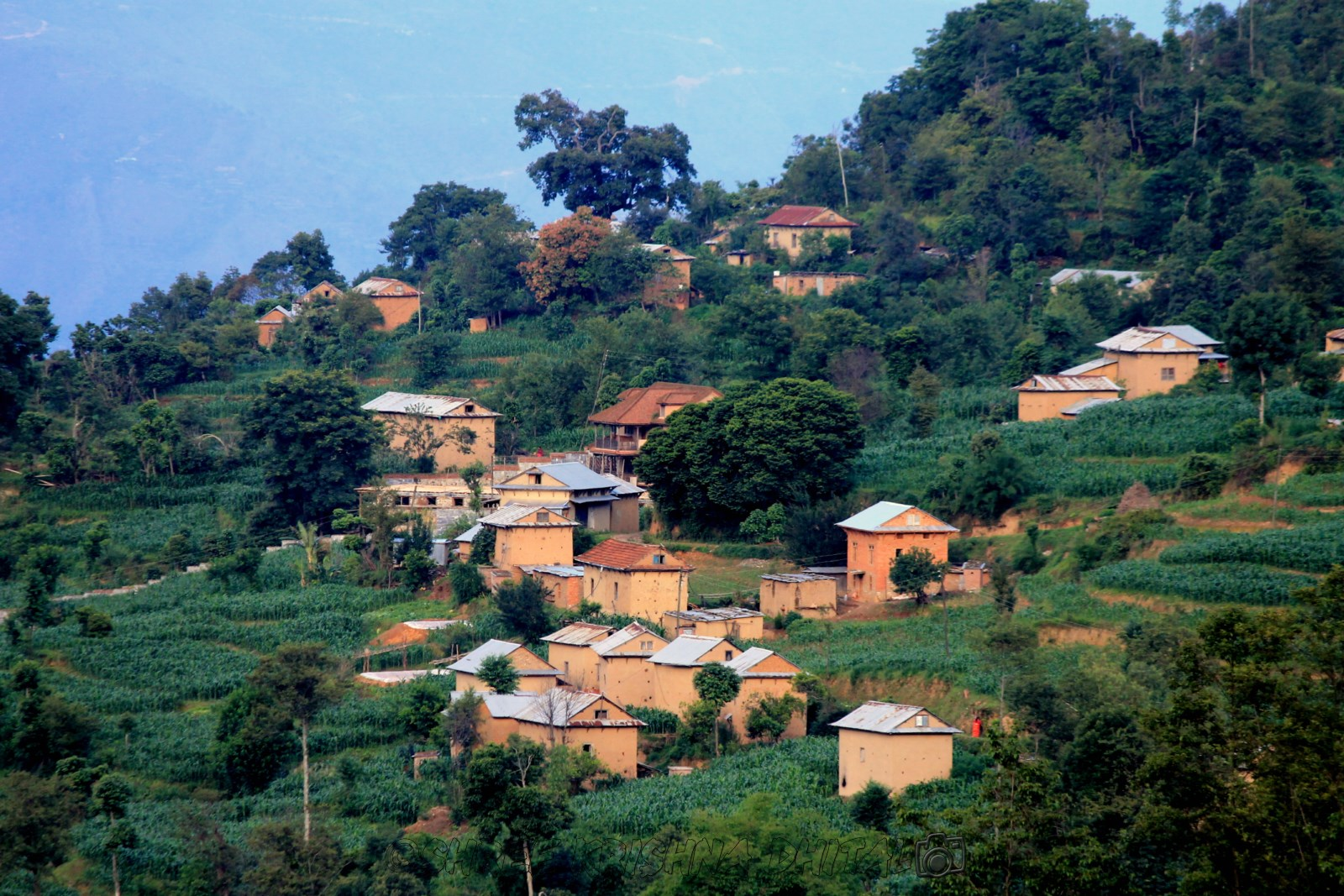
Phulbari

Mathurapati Phulbari (Nepali मथुरापाटी फूलबारी) ist ein Dorf und ein ehemaliges Village Development Committee (VDC) in Nepal im Distrikt Kabhrepalanchok.
Mathurapati Phulbari liegt 45 km östlich der nepalesischen Hauptstadt Kathmandu. Die Fernstraße B.P. Koirala Rajmarg führt durch Mathurapati Phulbari.
Das VDC wurde Ende 2014 in die neu gegründete Stadt Kashikhanda eingegliedert.

## Einwohner
Bei der Volkszählung 2011 hatte das VDC Mathurapati Phulbari 4458 Einwohner (davon 2079 männlich) in 973 Haushalten.

## Dörfer und Weiler
Mathurapati Phulbari besteht aus mehreren Dörfern und Weilern. 
Die wichtigsten sind:
- Bhakundebesi (1162 m ⊙)
- Kashikhanda (1190 m ⊙)
- Mathurapati Phulbari (1700 m ⊙)